# Nachal Sanhedrin
Nachal Sanhedrin (hebrejsky: נחל סנהדרין) je vádí v Judských horách ve městě Jeruzalém v Izraeli a na Západním břehu Jordánu, respektive ve Východním Jeruzalému, který byl po roce 1967 anektován k Izraeli.
Začíná v nadmořské výšce přes 700 metrů v severní části Jeruzaléma, poblíž čtvrtí Ezrat Tora, Sanhedrija a Machanajim. Vádí směřuje k severu prudce se zahlubujícím údolím s převážně zastavěnými svahy. Z východu míjí průmyslovou zónu Har Chocvim, potom vstupuje na území Východního Jeruzaléma a krátce nato zleva ústí do vádí Nachal Cofim.